# Alagoinhas
Alagoinhas là một đô thị thuộc bang Bahia, Brasil. Đô thị này có diện tích 733,969 km², dân số năm 2007 là 188853 người, mật độ 190,4 người/km².